# خانم عوضی گرفتی
خانم، عوضی گرفتین فیلمی به کارگردانی و نویسندگی حسین مدنی ساختهٔ سال ۱۳۴۰ است.

## خلاصه داستان
دختر جوانی، برخلاف تمام هم‌سن‌وسالان خود، که در جست‌وجوی همسر جوان هستند، به دنبال مرد مسنی است؛ چون اعتقاد دارد که شوهرش پس از ازدواج، دیگر به زنی چشم نخواهد داشت….

## بازیگران
- فرانک میرقهاری
- محمدرضا فاضلی
- عبدالحسین تهامی
- عزت‌الله مقبلی
- همایون
- پرخیده
- منصور سپهرنیا
- میلانی
- حسن شاهین
- حسن رضیانی